# إدوارد ساندرز (سياسي)
إدوارد ساندرز (بالإنجليزية: Edward Sanders)‏ هو سياسي أسترالي، ولد في 2 ديسمبر 1888، وتوفي في 10 يوليو 1943. انتخب عضو الجمعية التشريعية نيو ساوث ويلز.